# Конференция в Шершеле
Конференция в Шершеле (фр. Conférence de Cherchell, англ. Cherchell Conference) — межсоюзническая конференция Второй мировой войны, состоявшаяся в Шершеле 21 октября — 22 октября 1942 года.

## Проведение
Участники — М. У. Кларк, Э. Ч. Маст и офицеры Сражающейся Франции, представители Великобритании. Итогом конференции стало проведение операции «Факел». Некоторые французские командиры режима Виши согласились не сопротивляться высадке союзников в Марокко и Алжире.